# Abd al-Aziz ibn Baz
ʿAbd al-ʿAzīz ibn Bāz, auch Abdul-Aziz bin Baz (arabisch عبد العزيز بن عبد الله بن باز, DMG ʿAbd al-ʿAzīz b. ʿAbd Allāh b. Bāz; geboren 1912 (meist wird der 21. November 1910 genannt) in Riad, Saudi-Arabien; gestorben am 13. Mai 1999) war ein saudi-arabischer Qādī und Gelehrter salafistischer Ausrichtung. Ab 1992 wirkte er bis zu seinem Tod 1999 als Großmufti seines Heimatlandes. Bin Bāz war einer der wenigen Gelehrten, die zu vielen islamistischen Bewegungen gute Beziehungen pflegten, beispielsweise zu den Muslimbrüdern, den Anhängern der Sahwa, den Ahl-i Hadīth oder der Tablighi Jamaat. Seine Lehrmeinungen sind somit auch in diesen Strömungen einflussreich.

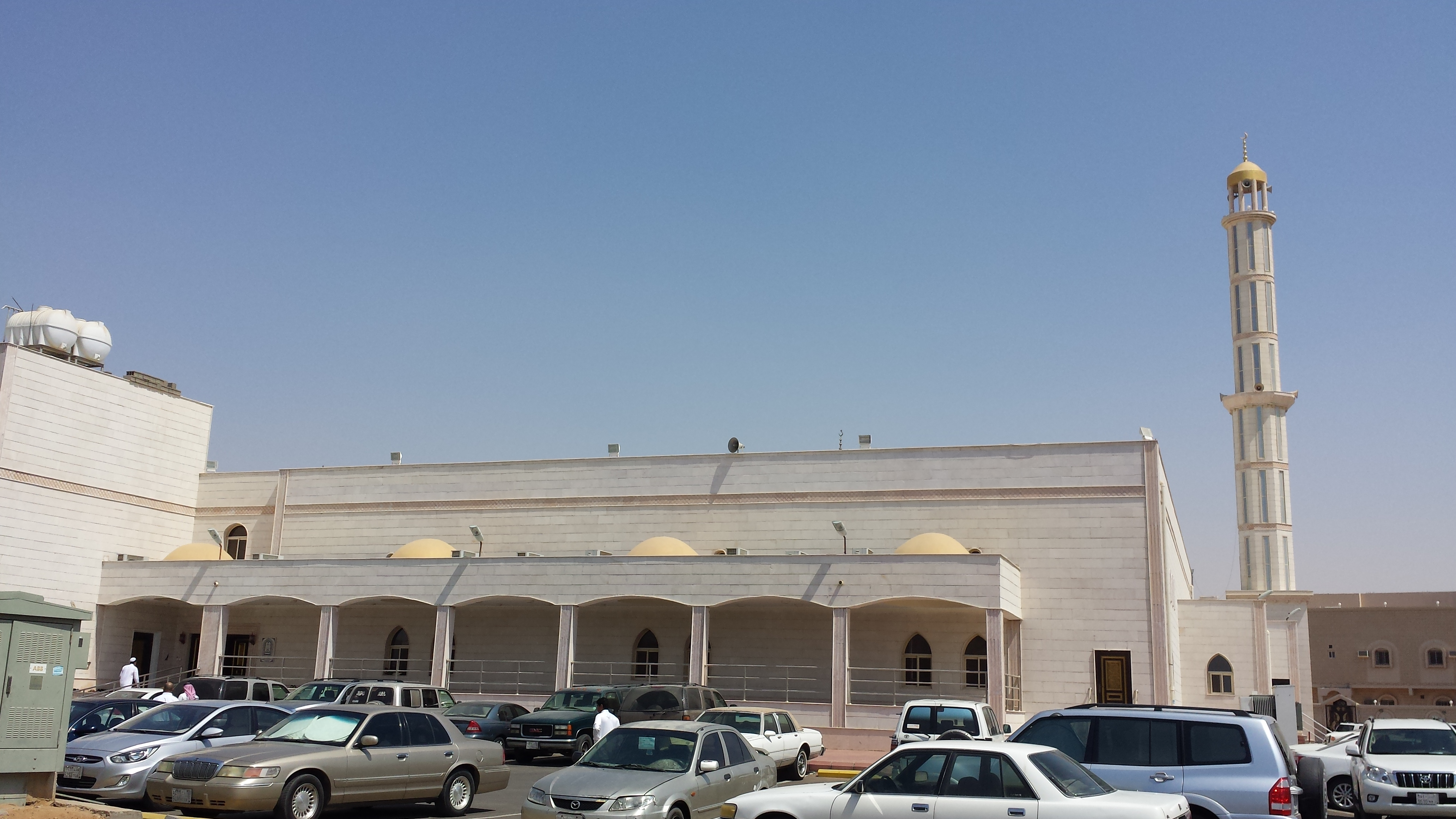
Die Ibn-Baz-Moschee in Yanbu

## Leben
Als Bin Bāz drei Jahre alt war, starb sein Vater. Dieser Umstand zwang ihn und seinen Bruder zum Verkauf von Kleidung auf dem Markt. Er gab sich zur selben Zeit weiterhin dem Studium hin, weshalb er, als er geschlechtsreif wurde (al-bulūġ), den Koran auswendig konnte. Im Anschluss daran begann er bei einer Vielzahl von Gelehrten in Riad Scharʿīa-Wissenschaften und Arabisch zu studieren. Als er 16 Jahre alt war, verschlechterte sich sein Sehvermögen, bis er mit 20 Jahren vollständig erblindete.
Er studierte unter anderem bei Muhammad bin Ibrāhīm Āl asch-Schaich, einem Enkel Muhammad ibn ʿAbd al-Wahhābs und seines Zeichens der wichtigste Lehrer im Nadschd. Muhammad bin Ibrāhīm Āl asch-Schaich war gleichzeitig Bin Bāz' Vorgänger im Amt des saudi-arabischen Großmuftis, eine Position, die zwischen Muhammad bin Ibrāhīm Āl asch-Schaichs Tod 1969 und Bin Bāz' Berufung 1992 nicht besetzt war.
Von 1938 bis 1951 war er Qādī in al-Chardsch, bis er im selben Jahr zum Lehrer am Riad Institut der Wissenschaft (Dār al-Rāya) berufen wurde. Um den Arabischen Nationalismus einzudämmen, gründete König Saʿūd ibn ʿAbd al-ʿAzīz 1961 in Medina eine neue Universität, die Islamische Universität Medina. Muhammad bin Ibrāhīm Āl asch-Schaich wurde zum Präsidenten und Bin Bāz zum Vizepräsidenten ernannt. Seine Position dort behielt er, bis er 1992 zum saudi-arabischen Großmufti, zum Vorsitzenden des Rates der Höchsten Religionsgelehrten (Hayʾat Kibār al-ʿUlamāʾ) und zum Präsidenten des Ständigen Komitees für Rechtsfragen (Idārat al-Buḥūth al-ʿIlmiyya wa-l-Iftāʾ) ernannt wurde. Diese Positionen wurden erst nach seinem Tod 1999 neu besetzt. Während seiner Zeit als Großmufti hostete er ein Radioprogramm mit dem Titel „Licht auf dem Pfad“ (Nūr ʿalā d-darb), um neue Entwicklungen zu diskutieren und Fatwas zu erteilen. Letztere sind auf seiner arabischen Homepage transkribiert aufrufbar.

## Politische Positionen
Die US-amerikanische Islamwissenschaftlerin Natana J. DeLong-Bas schreibt in einem Eintrag in der Encyclopaedia of Islam, dass ibn Baz in den frühen 1940er-Jahren sein „politisches Debüt feierte“. In einer Fatwa folgerte er aus dem Betretungsverbot für Ungläubige (kāfir) in Mekka und Medina, dass dies auf die gesamte Arabische Halbinsel auszuweiten sei. Lediglich solche, die Arbeiten ausüben, für die kein Muslim qualifiziert ist, dürften temporär auf die Halbinsel. Ungläubige, die sich auf der Halbinsel aufhalten, müssten deportiert werden. Mit dieser Ansicht griff Bin Bāz die Politik seines Landes an, was ihm seine erste Inhaftierung bescherte – Dauer und Ort sind unbekannt. Seine Argumentation hatte sich auf ein Hadīth gestützt, in dem es heißt, dass Juden und Christen von der arabischen Halbinsel vertrieben werden sollten, bis nur noch Muslime dort leben. Andere Gelehrte wie Yūsuf al-Qaradāwī dagegen interpretierten das Hadīth anders und beschränkten seine Wirksamkeit lediglich auf Mekka und Medina.
Nachdem König ʿAbd al-ʿAzīz Saʿūd Bin Bāz während eines Gesprächs überzeugen konnte, dass öffentliche Kritik der Stabilität des islamischen Staates schade, wurde Bin Bāz freigelassen. In konservativen Kreisen war sein Name nun aber bekannt. Öffentlich blieb Bin Bāz zwar ein Kritiker der Modernisierungsgeschwindigkeit in Saudi-Arabien, allerdings formulierte er seine Kritik gemäßigter und versuchte zugleich die saudi-arabische Politik mit Fatwas zu legitimieren. So verurteilte er die Besetzung der Großen Moschee 1979, da diese Aktion Fitna hervorrufe. Allerdings wehrte Bin Bāz sich dagegen, die Angreifer als Apostaten zu deklarieren. Der französische Islamwissenschaftler Gilles Kepel sieht den Grund in dieser Haltung darin, dass unter den Angreifern viele von Bin Bāz' Schüler waren. DeLong-Bas nennt zudem seine Fatwa von 1990, in der er die Präsenz US-amerikanischer Truppen in Saudi-Arabien im Zuge des Golfkriegs gegen Saddam Hussein gutheißt, 1993 seine Unterstützung des Oslo-Friedensprozesses, seine Zurückweisung des Anschlags in Riad 1995 und seine Kritik an Usāma bin Lādin.
Bin Bāz' öffentliche Unterstützung im Friedensprozess zwischen Israel und Palästina kritisierte Usāma bin Lādin scharf. In einem offenen Brief beschuldigte bin Lādin Bin Bāz einen Frieden islamisch zu legitimieren, den „feige arabische Politiker“ unterzeichnet hätten. Die Unterzeichner seien zudem keine Muslime, sondern Säkularisten, die auch Bin Bāz schon in einer Fatwa als Ungläubige (kuffār) bezeichnet habe. Einen Frieden zwischen Muslimen und ihren Feinden können gemäß der Scharia aber nur Muslime aushandeln, die durch Konsens dazu berufen wurden, so bin Lādin. Zudem hätte Bin Bāz zu diesem Thema keine Fatwa veröffentlichen dürfen, da er die Verträge nicht durchgelesen habe und die Komplexität der Situation nicht verstanden habe. Deshalb solle Bin Bāz als Großmufti zurücktreten und sich zu dem Thema nicht mehr äußern. Bin Lādins offener Brief enthält neben diesen Anschuldigungen auch Botschaften von Safar al-Hawālī, Salmān al-ʿAuda, ʿAbd Allāh ibn Dschibrīn und zehn anderen Gelehrten, die Bin Bāz ebenfalls vor den Konsequenzen seiner Fatwa warnen.

## Lehre
Bin Bāz Lehrmeinungen zeichneten sich durch eine buchstabengetreue Lesung von Koran und Hadīth aus. Die meisten seiner Veröffentlichungen behandeln Riten, vor allem das Gebet, Fasten und Pilgern. Kritiker bemängeln, dass Bin Bāz meistens an den sozialen Realitäten vorbei geurteilt habe. Beispielsweise seine Forderungen nach dem Verbot von Zigaretten, Klatschen oder der Präsenz von Frauen im öffentlichen Raum. Da er in streng konservativen Kreisen aber noch immer einflussreich ist und viele wichtige Gelehrte in Saudi-Arabien seine Schüler waren, folgt hier ein Überblick über seine Positionen.
1966 trat Bin Bāz für das geozentrische Weltbild ein. Dies fand im Rahmen einer öffentlichen Diskussion zwischen ihm und dem irakischen Gelehrten Muhammad Mahmūd as-Sawwāf statt, die der Islamwissenschaftler Werner Ende in einem Artikel nachzeichnet. As-Sawwāf war der geistliche Anführer der irakischen Organisation Die islamische Bruderschaft (al-uchuwwa al-islāmīya), der nachgesagt wurde, der irakische Arm der im Irak verbotenen Muslimbrüder zu sein. In Mekka unterrichtete as-Sauwāf Arabisch und Scharia. Zwischen ihm und Bin Bāz entwickelte sich ein offener Schlagabtausch über die Frage, inwiefern Erkenntnisse der modernen Astronomie eine Neuinterpretation koranischer Aussagen zu Erde, Sonne und anderen Gestirnen nötig macht oder inwiefern der Koran auf diese neuen Erkenntnisse hinweist.
Die Vorstellung, dass die Erde um die Sonne kreist, bezeichnete Bin Bāz als unvereinbar mit koranischen Aussagen, weshalb sie als Unglaube (kufr) zu gelten habe. Diese Haltung sorgte inner- und außerhalb Saudi-Arabiens für großes Aufsehen. Eine Vernichtung von Bin Bāz' Schriften infolge einer königlichen Anordnung durch König Faisal ibn ʿAbd al-ʿAzīz Āl Saʿūd konnte der Verbreitung nicht Einhalt gebieten.
Kaum ein islamischer Gelehrter hielt Bin Bāz den Rücken frei. Die Anhänger des von Muhammad ʿAbduh begründeten islamischen Modernismus, dessen Kerngedanke die Vereinbarkeit von Wissenschaft und Religion ist, stellten sich alle auf die Seite as-Sauwāfs. Unter anderem der auch in Saudi-Arabien angesehene Abū l-Aʿlā Maudūdī schrieb as-Sauwāf einen Brief, in dem er sich auf seine Seite stellte. Die internationale Rezeption dieser Diskussion und das damit negative Bild, das über den Islam in die Welt getragen wurde, bewegte as-Sauwāf, seine Argumente in einem Buch zu veröffentlichen. Eine Folge dieser Kontroverse war laut Ende, dass Bin Bāz „als Wortführer jener starrsinnigen Alt-Wahhabiten gilt, bei denen man leicht den Eindruck gewinnt, sie wollten am liebsten die letzten Spuren des Modernismus in der Salafiya [sic!] tilgen“.
Von einer angeblichen Aussage, dass die Erde flach und nicht rund sei, distanzierte er sich. Zuvor gab es Auszüge, die belegen sollten, dass dies seine Meinung gewesen sei.
Bin Bāz stand zudem gegen Positives Recht. Der Praxis seines Lehrers Muhammad ibn Ibrāhīm, der königliche Dekrete absegnete, sofern sie eine klare Linie zwischen Gläubigen und Ungläubigen zogen, stand Bin Bāz entgegen. Für ihn musste die Kondition der Rechtsprechung (šarṭ al-istiḥlāl) gegeben sein. Die Bedeutung dieser Kondition ist laut dem Islamwissenschaftler Stéphane Lacroix, dass die Einführung eines Gesetzes, das gegen Gottes Gesetze steht, einen großen Akt des Unglaubens (kufr akbar) darstellt. Als ein kuwaitisches Magazin Bin Bāz darauf ansprach, dass er sich mit dieser Meinung über seinen Lehrer hinwegsetzt, antwortete dieser, dass sein Lehrer nur ein Gelehrter war und kein Prophet. Manchmal könne er also richtig liegen, manchmal falsch.
1991 konnten Aktivisten der Sahwa-Bewegung Bin Bāz dazu überzeugen, einen einseitigen „Brief der Forderungen“ (ḫiṭāb al-maṭālib) zu unterzeichnen. Darin forderten 400 Gelehrte den saudi-arabischen König Fahd ibn ʿAbd al-Azīz unter anderem auf, einen Konsultativrat einzurichten und sämtliche Gesetze sowie außenpolitische Allianzen auf ihre Konformität mit der Scharia abzugleichen. Nachdem Bin Bāz unterzeichnet hatte, ließ sich auch Muhammad ibn al-ʿUthaimīn dazu bewegen, seine Unterschrift unter das Dokument zu setzen. Die Namen von Bin Bāz und al-ʿUthaimīn ließen die Forderungen in der Öffentlichkeit als legitim erscheinen und verhinderten, dass der „Rat der großen Gelehrte“ (Haiʾat kibār al-ʿulamāʾ) das Dokument komplett verwerfen konnte. Die Distribution des Briefes wurde dennoch in einer Fatwa verboten, da ein „Rat an den König unter gewissen Umständen und auf gewissen Wegen erteilt werden sollte“. Es war nichtsdestotrotz ein Sieg für die Sahwa-Bewegung. Eine Folge war, dass es 1992 erstmals zur Einberufung der Beratenden Versammlung kam.

## Schüler
- Muhammad ibn Abdullah al-Qahtani (1935–1980), saudischer Prediger und Salafist; Mahdi der Besetzer der Großen Moschee in Mekka
- Dschuhaimān al-ʿUtaibī (1936–1980), Anführer der Besetzung der Großen Moschee 1979